# Fluméquine
La fluméquine est une molécule antibiotique, de la classe des quinolones.

## Mode d'action
La fluméquine inhibe l'action enzymatique de l'ADN gyrase bactérienne.

## Spécialité contenant de la Fluméquine
- Apurone